# Ashmun al-Rumman
Ashmun al-Rumman (arabisch أشمون الرمان, DMG Ašmūn ar-Rummān, koptisch ϣⲙⲟⲩⲛ ⲉⲣⲙⲁⲛ Shmoun Erman) ist ein ägyptisches Dorf, das im Markaz Dekernes innerhalb im Gouvernement ad-Daqahliyya liegt. In der Antike war der Ort als Zmoumis (altgriechisch Ζμουμις Zmoumis) und in der Blütezeit des Islam als Ushmum-Tannah bekannt, war früher eine Großstadt und diente als Provinzhauptstadt.

## Name
Ashmun al-Rumman war im Altertum als Zmoumis (altgriechisch Ζμουμις Zmoumis) bekannt. Der koptische Name der Stadt lautet Shmoun Erman (koptisch ϣⲙⲟⲩⲛ ⲉⲣⲙⲁⲛ Shmoun Erman). Im Mittelalter, bevor die Stadt ihren heutigen Beinamen erhielt, hieß sie Ushmum-Tannah (arabisch أشموم طناح, DMG Ušmūm Ṭannāḥ). Der erste Autor, der den heutigen Namen verwendete, war Abu’l-Fida (1273–1331), der ihn als Ushmūm ar-Rummān oder „Ushmum der Granatäpfel“ schrieb. Der Name wurde in dieser Zeit im Alltag üblicherweise Ushmūn ausgesprochen.

## Geschichte
Das antike Zmoumis lag im Gau von Mendes, in der Toparchie der Phernouphiten. In der zweiten Hälfte des zweiten Jahrhunderts nach Christus war Zmoumis eine Küstensiedlung mit einer Reihe von Einwohnern, die in der Fischerei tätig waren, und einem Hafen (limnē).
Der koptische Schriftsteller Abū l-Makārim wies auf ein Kloster in der Nähe von Ashmun al-Rumman hin, in dem Pamin der Bekenner lebte. Möglicherweise wurde dieser Pamin mit einem gleichnamigen Heiligen verwechselt, der als Mönch in der Nähe von el-Aschmunein in Mittelägypten lebte.
Zur Zeit von Yāqūt ar-Rūmī (1179–1229) war Ashmun al-Rumman die Hauptstadt der Provinz Dakahlia, zur Zeit von Ibn Ji’an von Dakahlia und von al-Murtahiya. Zur Zeit von Rauk el-Naçiri war Ashmun al-Rumman Teil einer Region namens ˁamal Ushmūm-Ṭannāḥ, die sich von Alexandria bis Damiette erstreckte und die Provinzen Rosette und Borollos, Dakahlia und al-Murtahiya umfasste. Ashmun al-Rumman war für seinen Granatapfelanbau bekannt, woher der Ortsname stammt.
Bei der Volkszählung in Ägypten 1885 wurde Ashmun al-Rumman (als Achmoun-el-Romman) als Nahiya im Distrikt Dekernes im Gouvernement Dakahlia erfasst. Zu dieser Zeit hatte die Stadt 1.881 Einwohner (942 Männer und 939 Frauen).
1902 wurde Ashmun al-Rumman erneut als Nahiyah im Distrikt Dekernes bezeichnet. Es wurde von 2.429 Menschen (1.220 Männer und 1.209 Frauen) bewohnt, darunter 2.331 Muslime und 98 Personen des Christentums (darunter 81 Kopten). Die Anbaufläche des Dorfes umfasste eine Fläche von 776 Feddan (3,2592 Quadratkilometer) und wurde von zwei Kanälen bewässert: dem Bahr el Saghir im Norden und dem Ezz el Dine im Osten. Die wichtigsten Anbauprodukte waren Baumwolle, Weizen, Mais, Ägyptischer Klee, Gerste, Reis und Datteln. Es gab drei muslimische Kuttabs sowie eine koptische Schule, zwei Moscheen, eine dampfbetriebene Getreidemühle, ein kleines Postamt, Webstühle zur Herstellung von Woll- und Baumwollstoffen und Färbereien.